# سال‌های نوری (آلبوم کایلی مینوگ)
«سال‌های نوری» (به انگلیسی: Light Years) آلبومی از هنرمند اهل استرالیا کایلی مینوگ است که در ۲۵ سپتامبر ۲۰۰۰ منتشر شد.
این آلبوم در چارت‌های استرالیا در رتبه اول و در چارت‌های بریتانیا، نیوزلند جزو ده آلبوم اول قرار گرفت.